# G-슈트

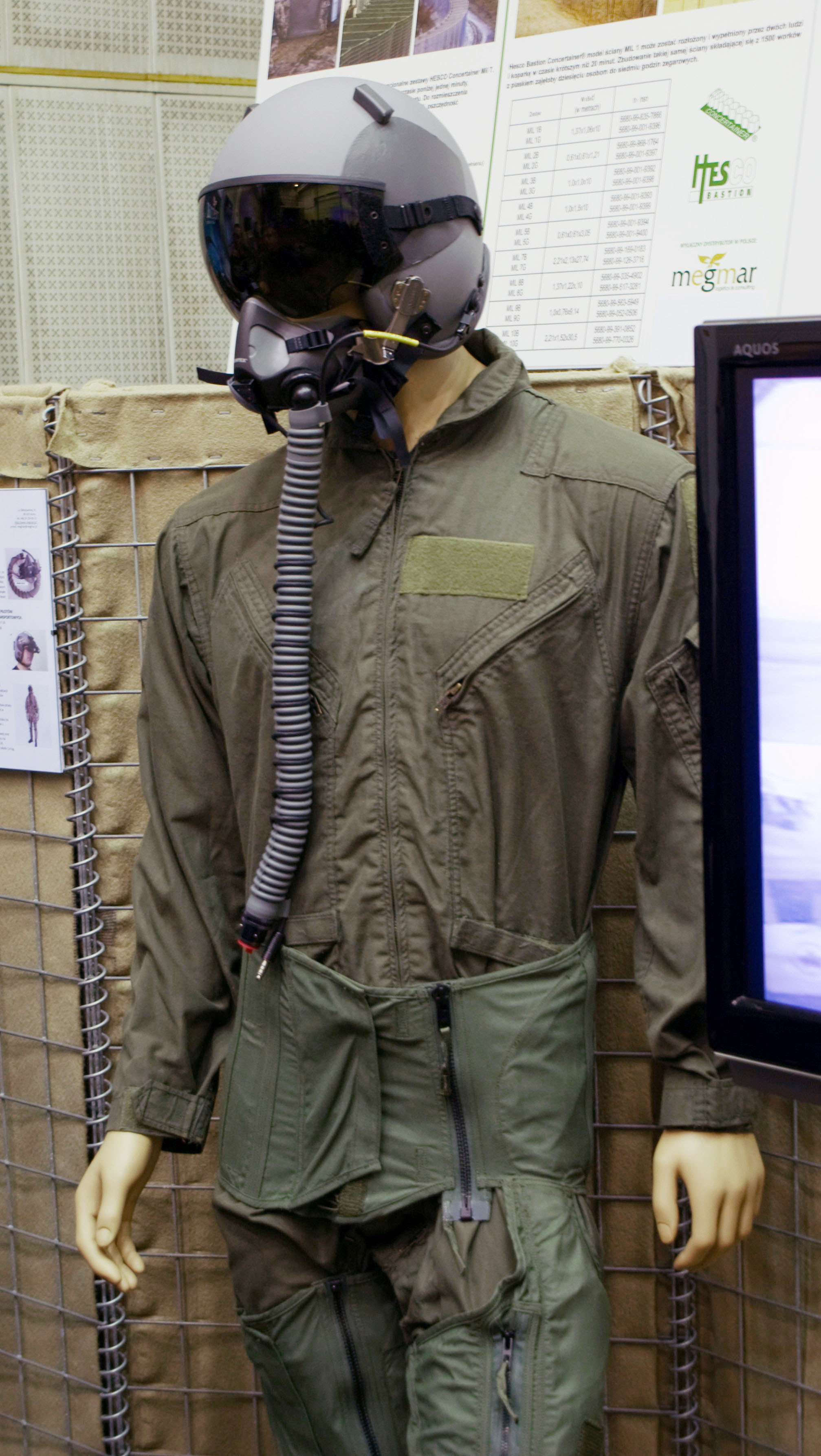
MSF830 안티-g 슈트

g-슈트(g-suit) 또는 안티-g 슈트(anti-g suit)는 높은 수준의 가속력(g)을 받는 비행사와 우주비행사가 착용하는 비행복이다. 가속 시 하반신에 혈액이 고여 뇌에서 혈액이 빼앗겨 발생하는 블랙아웃 및 g-LOC(g에 의한 의식 상실)를 방지하도록 설계됐다. 블랙아웃과 g-LOC로 인해 수많은 치명적인 항공기 사고가 발생했다.

## 작동
혈액이 신체의 아래쪽 부분에 고이게 되면 뇌에 혈액이 공급되지 않게 된다. 이러한 뇌로의 혈류 부족은 먼저 그레이아웃(시야가 흐려지는 현상, 브라운아웃이라고도 함)를 유발하고 이어서 터널 시야가 발생하며 궁극적으로 완전한 시력 상실 '블랙아웃'과 g 유발 의식 상실 또는 'g-LOC'가 뒤따르다. g-force가 완화되면 완전한 감각을 다시 얻기 전에 방향 감각 상실 기간이 있기 때문에 항공기 조종사에 대한 g-LOC의 위험은 확대된다. g-슈트를 입으면 g-임계값이 크게 증가하지 않지만 과도한 육체적 피로 없이 더 오랫동안 높은 g를 유지할 수 있다. 일반적인 사람의 안정시 g-내성(g-tolerance)은 사람에 따라 3~5g이다. g-슈트는 일반적으로 해당 한계에 1g의 내성을 더한다. 조종사는 하체에 혈액이 고이는 것을 줄이기 위해 혈관을 조이기 위해 복부 근육을 긴장시키는 'g-스트레인 동작'을 연습해야 한다. 높은 g는 g-슈트를 입어도 편하지 않다. 구형 전투기에서는 6g가 높은 수준으로 간주되었지만 현대 전투기에서는 9g 이상이 구조적으로 유지될 수 있으므로 조종사는 근접 공중전에서 높은 기동성을 유지하는 데 중요한 요소가 된다.

## 같이 보기
- 항공의학
- 가속도
- 항공전